# Gornji Proložac
Gornji Proložac falu Horvátországban Split-Dalmácia megyében. Közigazgatásilag Proložachoz tartozik.

## Fekvése
Splittől légvonalban 60, közúton 92 km-re keletre, Makarskától légvonalban 24, közúton 45 km-re északkeletre, községközpontjától 6 km-re északkeletre a dalmát Zagora területén, Imotska krajina északnyugati részén fekszik. Proložacnak a magasabban fekvő, északkeleti részén található, ezt fejezi ki a nevében levő „gornji” (felső) jelző is.

## Története
A térség első ismert népe az illírek voltak. Róluk mesélnek az ókorból fennmaradt halomsírok és várak maradványai. Az illír háborúk végeztével az 1. század elején e terület is Dalmácia római tartomány része lett. A békésebb idők gazdasági felvirágzást hoztak e vidék számára is, mely elsősorban az utak megépítésében mutatkozott meg. Ezek közül néhány ma is használatban van. A római korban építették azt a hidat is, amelynek maradványaira a község egyik jelképe a Šarampov-híd épült. A római jelenlétet az e vidéken előkerült számos régészeti lelet (pénzek, ékszerek, használati eszközök, fegyverek) is igazolja. A horvátok ősei a 7. században vándoroltak be erre a vidékre. A bencés atyák Opačacnál a Vrljika-folyó forrásánál építették fel kolostorukat, innen végezték a térség lakóinak keresztény hitre térítését. A 14. századtól a hívek lelki gondozását a ferencesek vették át, akik az elpusztult kolostort újjáépítették. Proložac első írásos említése 1444-ből Stjepan Vukčić Kosača bosnyák herceg okleveléből származik. A török 1463-ban meghódította a közeli Boszniát, majd néhány évvel később már ez a terület is uralmuk alá került. Az 1699-es karlócai béke török kézen hagyta. Végleges felszabadulása csak az újabb velencei-török háborút lezáró pozsareváci békével 1718-ban történt meg. Ezután a Velencei Köztársaság fennhatósága alá tartozott. 1918-ban az új szerb-horvát-szlovén állam, majd később Jugoszlávia része lett. A háború után a szocialista Jugoszláviához került. A lakosság elvándorlása az 1970-es évektől vette kezdetét. 1991 óta a független Horvátországhoz tartozik. 2011-ben a településnek 346 lakosa volt.

## Lakosság
| Lakosság változása | Lakosság változása | Lakosság változása | Lakosság változása | Lakosság változása | Lakosság változása | Lakosság változása | Lakosság változása | Lakosság változása | Lakosság változása | Lakosság változása | Lakosság változása | Lakosság változása | Lakosság változása | Lakosság változása | Lakosság változása |
| ------------------ | ------------------ | ------------------ | ------------------ | ------------------ | ------------------ | ------------------ | ------------------ | ------------------ | ------------------ | ------------------ | ------------------ | ------------------ | ------------------ | ------------------ | ------------------ |
| 1857               | 1869               | 1880               | 1890               | 1900               | 1910               | 1921               | 1931               | 1948               | 1953               | 1961               | 1971               | 1981               | 1991               | 2001               | 2011               |
| 0                  | 0                  | 0                  | 0                  | 0                  | 0                  | 0                  | 0                  | 1.243              | 1.217              | 1.327              | 1.225              | 895                | 553                | 381                | 346                |

## Nevezetességei
- Munkás Szent József tiszteletére szentelt temploma 1985-ben épült a podi településrészen. Mivel csakhamar kicsinek bizonyult 1987-ben öt méterrel meghosszabbították.
- Bušanji nevű településrészén áll a Mária szíve templom, melyet 1995-ben a helyiek és az innen elszármazottak anyagi támogatásával építettek Vinko Grabovac tervei szerint. Harangtornyában egy harang található. 1995. augusztus 14-én szentelte fel Ante Jurić érsek.